# Okręg Gjirokastra
Okręg Gjirokastra (alb. rrethi i Gjirokastrës, gr. Αργυρόκαστρο/Argyrokastro) – jeden z trzydziestu sześciu okręgów administracyjnych w Albanii; leży w południowej części kraju, w obwodzie Gjirokastra. Liczy ok. 57 tys. osób (2008) i zajmuje powierzchnię 1137 km². W czasie spisu powszechnego z 2011 roku okręg zamieszkiwało 72176 osób, 36542 mężczyzn i 36634 kobiet. Jego stolicą jest Gjirokastra.
Inne miasta: Libohova.
W skład okręgu wchodzi trzynaście gmin: dwie miejskie Gjirokastra, Libohova oraz jedenaście wiejskich Antigone, Cepo, Dropull i Poshtëm, Dropull i Sipërm, Lazarat, Lunxhër, Odrie, Picar, Pogon, Qendër, Zagorie.